# Norbert Seibert
Norbert Seibert (* 1957) ist ein deutscher Erziehungswissenschaftler.

## Leben
Er erwarb das 1. und 2. Staatsexamen für das Lehramt für Grund- und Hauptschulen und war sieben Jahre als Lehrer tätig. Nach der Promotion 1984 in Schulpädagogik, Theologie und Philosophie war er Lehrbeauftragter für Pädagogik und Schulpädagogik am Staatsinstitut für die Ausbildung von Fachlehrerinnen und am Klinikum Großhadern. Er war wissenschaftlicher Assistent/Oberassistent und Privatdozent an der Universität München. Nach der Habilitation 1994 in Schulpädagogik mit einem historischen Thema zur Theorie der Schule war er Mitglied in Arbeitskreisen des Staatsinstituts für Schulpädagogik und Bildungsforschung. Nach einer Lehrstuhlvertretung an der Universität Gießen ist er Lehrstuhlinhaber für Schulpädagogik in Passau.
Seine Forschungsschwerpunkte sind Theorie der Schule, Medien im Unterricht, Bildung und Erziehung und Lehrerbildung.

## Schriften (Auswahl)
- mit Helmut Wittmann und Helmut Zöpfl: Humor und Freude in der Schule. Donauwörth 1994, ISBN 3-403-02036-3.
- Christliche Volksschule in einer säkularisierten Gesellschaft? Traditionslinien und Probleme der Pflichtschule. Bad Heilbrunn 1995, ISBN 3-7815-0803-X.
- Hg.: Kindliche Lebenwelten. Eine mehrperspektivische Annäherung. Bad Heilbrunn 1999, ISBN 3-7815-0978-8.
- Hg.: Probleme der Lehrerbildung. Analysen, Positionen, Lösungsversuche. Bad Heilbrunn 2001, ISBN 3-7815-1167-7.